# 라울 트루히요
라울 트루히요(Raoul Trujillo, 1955년 5월 8일 ~ )는 미국의 배우이다.

## 출연 작품
- 블러드 파더
- 22 체이서: 분노의 질주